# White Sulphur Springs (West Virginia)
White Sulphur Springs is een plaats (city) in de Amerikaanse staat West Virginia, en valt bestuurlijk gezien onder Greenbrier County.

## Demografie
Bij de volkstelling in 2000 werd het aantal inwoners vastgesteld op 2315.
In 2006 is het aantal inwoners door het United States Census Bureau geschat op 2321, een stijging van 6 (0,3%).

## Geografie
Volgens het United States Census Bureau beslaat de plaats een oppervlakte van
5,1 km², geheel bestaande uit land. White Sulphur Springs ligt op ongeveer 546 m boven zeeniveau.

## Plaatsen in de nabije omgeving
De onderstaande figuur toont nabijgelegen plaatsen in een straal van 28 km rond White Sulphur Springs.

## Geboren
- Katherine Johnson (1918-2020), natuurkundige, ruimtewetenschapper en wiskundige